# Wereldkampioenschap voetbal 1934 (kwalificatie)
Voor het Wereldkampioenschap voetbal 1934 in Italië schreven 32 landen zich in, voor 16 plaatsen.
Er waren twaalf Europese plaatsen beschikbaar, vorig WK vier. België, Frankrijk en Roemenië waren er opnieuw bij, Joegoslavië werd uitgeschakeld door Zwitserland. Extra plaatsen waren er voor Italië, Oostenrijk, Duitsland, Spanje, Tsjecho-Slowakije, Nederland, Zweden en Hongarije. Twee landen uit Zuid-Amerika deden mee (Brazilië en Argentinië), vijf landen vielen af (Uruguay, Paraguay, Chili, Peru en Bolivia). Vorig WK waren er twee vertegenwoordigers uit Noord-Amerika, dit WK één, de Verenigde Staten schakelde Mexico uit. Nieuw was een vertegenwoordiger uit Afrika, Egypte.
Italië moest zich als enige gastland ooit eerst kwalificeren voor het toernooi. Nadat Chili en Peru zich terugtrokken kwalificeerden Brazilië en Argentinië zich zonder te spelen. Ook Turkije trok zich terug. Er waren ook enkele merkwaardige afwezigen. Titelverdediger Uruguay daagde niet op omdat vier jaar eerder in eigen land de meeste Europese landen de verre reis niet wilden maken. Hierdoor is het WK van 1934 het enige WK waar de regerende kampioen zijn titel niet verdedigde. Ook de elftallen van de Britse landen deden niet mee. Twaalf van de zestien plaatsen werden gereserveerd voor Europa, drie voor beide Amerika's en een voor Afrika en Azië (Turkije inbegrepen). De laatste deelnemer werd pas drie dagen voor de start van het toernooi bekend toen de Verenigde Staten en Mexico een interland speelden in Rome om de deelname te bepalen. De Verenigde Staten wonnen. 
Egypte vertegenwoordigde Afrika als eerste land van dat continent. Hierna zou het tot 1990 duren, toen het WK ook in Italië plaatsvond om zich opnieuw te kwalificeren. Nederland was het enige land dat de uitzendrechten had gekocht voor dit WK.

## Europa
Zweden, Spanje en Tsjecho-Slowakije hadden weinig problemen zich te kwalificeren ten koste van respectievelijk Litouwen/ Estland, Portugal en Polen. Duitsland en Frankrijk hoefden slechts het beperkte Luxemburg uit te schakelen om het WK te halen, dat gold ook voor Oostenrijk en Hongarije ten opzichte van Bulgarije. Ondanks dat Italië het toernooi zou organiseren moest het land kwalificatiewedstrijden spelen tegen Griekenland, na een 4-0 zege in Milaan trok Griekenland zich op verzoek van de Italiaanse Bond terug. Als tegenprestatie kocht Italië in Athene een gebouw dat door de noodlijdende Griekse voetbalbond als bondsgebouw gebruikt kon worden. 
Spannend waren groep zes en zeven van de Europese zone. Zwitserland moest het opnemen tegen twee deelnemers van het eerste WK Joegoslavië en Roemenië. Zwitserland speelde tegen beide landen met 2-2 gelijk, maar omdat Roemenië in de wedstrijd tegen Zwitserland een niet-gerechtigde speler opstelde, werd de uitslag omgezet in een 2-0 zege van de Zwitsers en waren de Zwitsers geplaatst. Roemenië won de beslissende wedstrijd in Boekarest met 2-1 van Joegoslavië en plaatste zich eveneens.
Groep zeven was heel doelpuntrijk, er vielen liefst eenentwintig doelpunten in drie wedstrijden. Na een 4-4 gelijkspel tussen de Ierse Vrijstaat en België, waarbij de Ier Paddy Moore vier doelpunten scoorde, kon Nederland zich door een zege op de Ierse Vrijstaat al plaatsen voor het toernooi. Daar zag het niet naar uit, want na een uur leidde Ierland met 1-2. Tussen de 67e en 85e minuut had Nederland een sterke periode en scoorde vier doelpunten: 5-2, het legendarische aanvalstrio Beb Bakhuijs, Kick Smit en Leen Vente vond zijn geboorte en scoorde alle vijf doelpunten. Ook tegen België had Nederland een sterke periode waarin veel werd gescoord, na een 1-0 achterstand scoorde alle drie eerder genoemde aanvallers tussen de 60e en 64e minuut. Nederland won met 2-4 en aangezien België met iets betere cijfers van Nederland had verloren ten opzichte van de Ierse Vrijstaat waren ook de Belgen geplaatst. 
Legenda

### Groep 1
Estland tegen Litouwen werd niet gespeeld omdat beide teams zich niet meer konden kwalificeren.
| Pos | Land     | Wed | Win | Gel | Ver | DV | DT | +/− | Pnt |
| --- | -------- | --- | --- | --- | --- | -- | -- | --- | --- |
| 1.  | Zweden   | 2   | 2   | 0   | 0   | 8  | 2  | +6  | 4   |
| 2.  | Litouwen | 1   | 0   | 0   | 1   | 0  | 2  | –2  | 0   |
| 3.  | Estland  | 1   | 0   | 0   | 1   | 2  | 6  | –4  | 0   |

|                                                   | |       |                                       |                                                                                                |
| 11 juni 1933 «onderlinge duels» 14:00 uur (UTC+1) | Zweden                                                                                               | 6 – 2 | Estland                               | Olympisch Stadion, Stockholm Toeschouwers: 8.132 Scheidsrechter: Reidar Randers Johansen (NOR) |
| 11 juni 1933 «onderlinge duels» 14:00 uur (UTC+1) | Knut Kroon 7' Lennart Bunke 10' Bertil Ericsson 13', 70' Torsten Bunke 43' Sven Andersson 79' (pen.) |       | 47' Leonhard Kass 61' Richard Kuremaa | Olympisch Stadion, Stockholm Toeschouwers: 8.132 Scheidsrechter: Reidar Randers Johansen (NOR) |

|                                                   |          |                       |        |                                                                                       |
| 29 juni 1933 «onderlinge duels» 18:00 uur (UTC+2) | Litouwen | 0 – 2                 | Zweden | Kariuomenės Stadionas, Kaunas Toeschouwers: 6.000 Scheidsrechter: August Silber (EST) |
| 29 juni 1933 «onderlinge duels» 18:00 uur (UTC+2) |          | 55', 65' Knut Hansson |        | Kariuomenės Stadionas, Kaunas Toeschouwers: 6.000 Scheidsrechter: August Silber (EST) |

### Groep 2
| Pos | Land     | Wed | Win | Gel | Ver | DV | DT | +/− | Pnt |
| --- | -------- | --- | --- | --- | --- | -- | -- | --- | --- |
| 1.  | Spanje   | 2   | 2   | 0   | 0   | 11 | 1  | +10 | 4   |
| 2.  | Portugal | 2   | 0   | 0   | 2   | 1  | 11 | –10 | 0   |

|                                                  |                                                                                    |       |          |                                                                                        |
| 11 maart 1933 «onderlinge duels» 16:00 uur (UTC) | Spanje                                                                             | 9 – 0 | Portugal | Estadio Chamartín, Madrid Toeschouwers: 50.000 Scheidsrechter: Raphaël Van Praag (BEL) |
| 11 maart 1933 «onderlinge duels» 16:00 uur (UTC) | Chacho 3' Isidro Lángara 10', 12' (pen.) Luis Regueiro 68', 76' Martí Ventolrà 75' |       |          | Estadio Chamartín, Madrid Toeschouwers: 50.000 Scheidsrechter: Raphaël Van Praag (BEL) |

|                                                  |                 |       |                         |                                                                                          |
| 18 maart 1933 «onderlinge duels» 16:00 uur (UTC) | Portugal        | 1 – 2 | Spanje                  | Estádio do Lumiar, Lissabon Toeschouwers: 35.000 Scheidsrechter: Raphaël Van Praag (BEL) |
| 18 maart 1933 «onderlinge duels» 16:00 uur (UTC) | Vítor Silva 11' |       | 13', 25' Isidro Lángara | Estádio do Lumiar, Lissabon Toeschouwers: 35.000 Scheidsrechter: Raphaël Van Praag (BEL) |

### Groep 3
Omdat de Italiaanse bond, gesteund door het Italiaanse regime, niets zag in een vermoeiende reis naar Griekenland voor de returnwedstrijd, werd aan de Griekse Bond gevraagd zich terug te trekken. 
| Pos | Land        | Wed | Win | Gel | Ver | DV | DT | +/− | Pnt |
| --- | ----------- | --- | --- | --- | --- | -- | -- | --- | --- |
| 1.  | Italië      | 1   | 1   | 0   | 0   | 4  | 0  | +4  | 2   |
| 2.  | Griekenland | 1   | 0   | 0   | 1   | 0  | 4  | –4  | 0   |

|                                                    |                                                                      |       |             |                                                                         |
| 25 maart 1933 «onderlinge duels» 15:00 uur (UTC+1) | Italië                                                               | 4 – 0 | Griekenland | San Siro, Milaan Toeschouwers: 18.000 Scheidsrechter: René Mercet (GRE) |
| 25 maart 1933 «onderlinge duels» 15:00 uur (UTC+1) | Anfilogino Guarisi 40' Giuseppe Meazza 44', 71' Giovanni Ferrari 69' |       |             | San Siro, Milaan Toeschouwers: 18.000 Scheidsrechter: René Mercet (GRE) |

### Groep 4
Bulgarije verloor zijn eerste 3 wedstrijden en trok zich daarna terug, Hongarije en Oostenrijk die zich al kwalificeerden speelden de overige wedstrijden niet.
| Pos | Land       | Wed | Win | Gel | Ver | DV | DT | +/− | Pnt |
| --- | ---------- | --- | --- | --- | --- | -- | -- | --- | --- |
| 1.  | Hongarije  | 2   | 2   | 0   | 0   | 8  | 2  | +6  | 4   |
| 2.  | Oostenrijk | 1   | 1   | 0   | 0   | 6  | 1  | +5  | 2   |
| 3.  | Bulgarije  | 3   | 0   | 0   | 3   | 3  | 14 | –11 | 0   |

|                                                    |                       |       |                                                                         |                                                                              |
| 25 maart 1933 «onderlinge duels» 15:30 uur (UTC+2) | Bulgarije             | 1 – 4 | Hongarije                                                               | Atletiekpark, Sofia Toeschouwers: 10.000 Scheidsrechter: Denis Xifando (ROU) |
| 25 maart 1933 «onderlinge duels» 15:30 uur (UTC+2) | Dimitar Baykushev 27' |       | 29' György Sárosi 61' (pen.) Gábor Szabó 88' Géza Toldi 89' Imre Markos | Atletiekpark, Sofia Toeschouwers: 10.000 Scheidsrechter: Denis Xifando (ROU) |

|                                                    |                                                                                       |       |                    |                                                                                   |
| 25 april 1933 «onderlinge duels» 17:00 uur (UTC+1) | Oostenrijk                                                                            | 6 – 1 | Bulgarije          | Prater-Stadion, Wenen Toeschouwers: 25.000 Scheidsrechter: František Cejnar (TCH) |
| 25 april 1933 «onderlinge duels» 17:00 uur (UTC+1) | Johann Horvath 19', 22', 33' Karl Zischek 59' Rudolf Viertl 62' Matthias Sindelar 67' |       | 66' Mihail Lozanov | Prater-Stadion, Wenen Toeschouwers: 25.000 Scheidsrechter: František Cejnar (TCH) |

|                                                    |                                           |       |                      |                                                                                                 |
| 29 april 1933 «onderlinge duels» 17:00 uur (UTC+1) | Hongarije                                 | 4 – 1 | Bulgarije            | Hungária Körúti Stadion, Boedapest Toeschouwers: 10.000 Scheidsrechter: Hans Frankenstein (AUT) |
| 29 april 1933 «onderlinge duels» 17:00 uur (UTC+1) | Gábor Szabó 9', 58' József Solti 60', 73' |       | 61' Vladimir Todorov | Hungária Körúti Stadion, Boedapest Toeschouwers: 10.000 Scheidsrechter: Hans Frankenstein (AUT) |

### Groep 5
| Pos | Land              | Wed | Win | Gel | Ver | DV | DT | +/− | Pnt |
| --- | ----------------- | --- | --- | --- | --- | -- | -- | --- | --- |
| 1.  | Tsjecho-Slowakije | 2   | 2   | 0   | 0   | 4  | 1  | +3  | 4   |
| 2.  | Polen             | 2   | 0   | 0   | 2   | 1  | 4  | –3  | 0   |

Uitslag reglementair, Polen trad niet aan voor de tweede wedstrijd.
|                                                      |                    |       |                                       |                                                                                            |
| 15 oktober 1933 «onderlinge duels» 12:30 uur (UTC+1) | Polen              | 1 – 2 | Tsjecho-Slowakije                     | Wojska Polskiegostadion, Warschau Toeschouwers: 16.000 Scheidsrechter: Denis Xifando (ROU) |
| 15 oktober 1933 «onderlinge duels» 12:30 uur (UTC+1) | Henryk Martyna 52' |       | 33' Josef Silný 77' František Pelcner | Wojska Polskiegostadion, Warschau Toeschouwers: 16.000 Scheidsrechter: Denis Xifando (ROU) |

### Groep 6
| Pos | Land        | Wed | Win | Gel | Ver | DV | DT | +/− | Pnt |
| --- | ----------- | --- | --- | --- | --- | -- | -- | --- | --- |
| 1.  | Zwitserland | 2   | 1   | 1   | 0   | 4  | 2  | +2  | 3   |
| 2.  | Roemenië    | 2   | 1   | 0   | 1   | 2  | 3  | –1  | 2   |
| 3.  | Joegoslavië | 2   | 0   | 1   | 1   | 3  | 4  | –1  | 1   |

|                                                        |                                            |       |                                         |                                                                                |
| 24 september 1933 «onderlinge duels» 15:30 uur (UTC+1) | Joegoslavië                                | 2 – 2 | Zwitserland                             | Stadion BSK, Belgrado Toeschouwers: 17.000 Scheidsrechter: Alois Beranek (AUT) |
| 24 september 1933 «onderlinge duels» 15:30 uur (UTC+1) | Vladimir Kragić 50' Blagoje Marjanović 61' |       | 76' Alessandro Frigerio 80' Willy Jäggi | Stadion BSK, Belgrado Toeschouwers: 17.000 Scheidsrechter: Alois Beranek (AUT) |

|                                                      |                                                   |               |                                   |                                                                                |
| 29 oktober 1933 «onderlinge duels» 14:30 uur (UTC+1) | Zwitserland                                       | 2 – 0 (regl.) | Roemenië                          | Wankdorf-Stadion, Bern Toeschouwers: 15.000 Scheidsrechter: Hans Boekman (NED) |
| 29 oktober 1933 «onderlinge duels» 14:30 uur (UTC+1) | Ernst Hufschmid 75' Erwin Hochsträsser 80' (pen.) |               | 18' Graţian Sepi 67' Ştefan Dobay | Wankdorf-Stadion, Bern Toeschouwers: 15.000 Scheidsrechter: Hans Boekman (NED) |

|                                                    |                                         |       |                     | |
| 29 april 1934 «onderlinge duels» 17:00 uur (UTC+3) | Roemenië                                | 2 – 1 | Joegoslavië         | Stadionul Oficiul Național de Educație Fizică, Boekarest Toeschouwers: 20.000 Scheidsrechter: John Langenus (BEL) |
| 29 april 1934 «onderlinge duels» 17:00 uur (UTC+3) | Alexandru Schwartz 38' Ştefan Dobay 74' |       | 71' Vladimir Kragić | Stadionul Oficiul Național de Educație Fizică, Boekarest Toeschouwers: 20.000 Scheidsrechter: John Langenus (BEL) |

### Groep 7
| Pos | Land            | Wed | Win | Gel | Ver | DV | DT | +/− | Pnt |
| --- | --------------- | --- | --- | --- | --- | -- | -- | --- | --- |
| 1.  | Nederland       | 2   | 2   | 0   | 0   | 9  | 4  | +5  | 4   |
| 2.  | België          | 2   | 0   | 1   | 1   | 6  | 8  | –2  | 1   |
| 3.  | Ierse Vrijstaat | 2   | 0   | 1   | 1   | 6  | 9  | –3  | 1   |

|                                                  |                          |       |                                                          |                                                                                |
| 25 april 1934 «onderlinge duels» 15:30 uur (UTC) | Ierse Vrijstaat          | 4 – 4 | België                                                   | Dalymount Park, Dublin Toeschouwers: 35.000 Scheidsrechter: Thomas Crewe (ENG) |
| 25 april 1934 «onderlinge duels» 15:30 uur (UTC) | Moore 27', 48', 56', 75' |       | 15' Capelle 30' S. Vanden Eynde 47', 60' F. Vanden Eynde | Dalymount Park, Dublin Toeschouwers: 35.000 Scheidsrechter: Thomas Crewe (ENG) |

|                                                      |                                                         |       |                                    |                                                                                     |
| 8 april 1934 «onderlinge duels» 14:30 uur (UTC+0:20) | Nederland                                               | 5 – 2 | Ierse Vrijstaat                    | Olympisch Stadion, Amsterdam Toeschouwers: 38.000 Scheidsrechter: Otto Olsson (SWE) |
| 8 april 1934 «onderlinge duels» 14:30 uur (UTC+0:20) | Kick Smit 41', 85' Beb Bakhuijs 67', 78' Leen Vente 83' |       | 44' Johnny Squires 57' Paddy Moore | Olympisch Stadion, Amsterdam Toeschouwers: 38.000 Scheidsrechter: Otto Olsson (SWE) |

|                                                    |                                              |       |                                                    |                                                                                  |
| 29 april 1934 «onderlinge duels» 15:00 uur (UTC+1) | België                                       | 2 – 4 | Nederland                                          | Bosuilstadion, Antwerpen Toeschouwers: 33.000 Scheidsrechter: Stanley Rous (ENG) |
| 29 april 1934 «onderlinge duels» 15:00 uur (UTC+1) | Laurent Grimmonprez 51' Bernard Voorhoof 71' |       | 60' Kick Smit 62', 84' Beb Bakhuijs 64' Leen Vente | Bosuilstadion, Antwerpen Toeschouwers: 33.000 Scheidsrechter: Stanley Rous (ENG) |

### Groep 8
Duitsland tegen Frankrijk werd niet gespeeld omdat beide teams zich al konden kwalificeren.
| Pos | Land      | Wed | Win | Gel | Ver | DV | DT | +/− | Pnt |
| --- | --------- | --- | --- | --- | --- | -- | -- | --- | --- |
| 1.  | Duitsland | 1   | 1   | 0   | 0   | 9  | 1  | +8  | 2   |
| 2.  | Frankrijk | 1   | 1   | 0   | 0   | 6  | 1  | +5  | 2   |
| 3.  | Luxemburg | 2   | 0   | 0   | 2   | 2  | 15 | –13 | 0   |

|                                                  |            |       |                                                                             |                                                                                   |
| 11 maart 1934 «onderlinge duels» 16:00 uur (UTC) | Luxemburg  | 1 – 9 | Duitsland                                                                   | Stade Municipal, Luxemburg Toeschouwers: 16.000 Scheidsrechter: Jan De Wolf (NED) |
| 11 maart 1934 «onderlinge duels» 16:00 uur (UTC) | Mengel 27' |       | 2', 35', 57', 89' Rasselnberg 12' Wigold 24' Albrecht 30', 52', 53' Hohmann | Stade Municipal, Luxemburg Toeschouwers: 16.000 Scheidsrechter: Jan De Wolf (NED) |

|                                                    |                        |       |                                                                     |                                                                                       |
| 15 april 1934 «onderlinge duels» 15:00 uur (UTC+1) | Luxemburg              | 1 – 6 | Frankrijk                                                           | Stade Municipal, Luxemburg Toeschouwers: 18.000 Scheidsrechter: Marc Turfkruyer (BEL) |
| 15 april 1934 «onderlinge duels» 15:00 uur (UTC+1) | Théophile Speicher 47' |       | 3' Alfred Aston 26', 67', 85', 89' Jean Nicolas 80' Ernest Libérati | Stade Municipal, Luxemburg Toeschouwers: 18.000 Scheidsrechter: Marc Turfkruyer (BEL) |

## Zuid-Amerika

### Groep 9
| Pos | Land     | Wed            | Win            | Gel            | Ver            | DV             | DT             | +/−            | Pnt            |
| --- | -------- | -------------- | -------------- | -------------- | -------------- | -------------- | -------------- | -------------- | -------------- |
| 1   | Brazilië | gekwalificeerd | gekwalificeerd | gekwalificeerd | gekwalificeerd | gekwalificeerd | gekwalificeerd | gekwalificeerd | gekwalificeerd |
| 2   | Peru     | teruggetrokken | teruggetrokken | teruggetrokken | teruggetrokken | teruggetrokken | teruggetrokken | teruggetrokken | teruggetrokken |

### Groep 10
| Pos | Land       | Wed            | Win            | Gel            | Ver            | DV             | DT             | +/−            | Pnt            |
| --- | ---------- | -------------- | -------------- | -------------- | -------------- | -------------- | -------------- | -------------- | -------------- |
| 1   | Argentinië | gekwalificeerd | gekwalificeerd | gekwalificeerd | gekwalificeerd | gekwalificeerd | gekwalificeerd | gekwalificeerd | gekwalificeerd |
| 2   | Chili      | teruggetrokken | teruggetrokken | teruggetrokken | teruggetrokken | teruggetrokken | teruggetrokken | teruggetrokken | teruggetrokken |

## Noord-Amerika

### Groep 11

#### Eerste ronde
| Pos | Land  | Wed | Win | Gel | Ver | DV | DT | +/−  | Pnt |
| --- | ----- | --- | --- | --- | --- | -- | -- | ---- | --- |
| 1   | Cuba  | 3   | 2   | 1   | 0   | 10 | 2  | 5.00 | 5   |
| 2   | Haïti | 3   | 0   | 1   | 2   | 2  | 10 | 0.20 | 1   |

|                                                  |                     |       |                                              |                                                                                      |
| 28 januari 1934 «onderlinge duels» 18:00 (UTC−5) | Haïti               | 1 – 3 | Cuba                                         | Parc Leconte, Port-au-Prince Toeschouwers: 6.000 Scheidsrechter: John Williams (USA) |
| 28 januari 1934 «onderlinge duels» 18:00 (UTC−5) | St. Fort 85' (pen.) |       | 20' (pen.) López 61' H. Socorro 64' Martínez | Parc Leconte, Port-au-Prince Toeschouwers: 6.000 Scheidsrechter: John Williams (USA) |

|                                                  |                     |       |           |                                                                                      |
| 1 februari 1934 «onderlinge duels» 18:00 (UTC−5) | Haïti               | 1 – 1 | Cuba      | Parc Leconte, Port-au-Prince Toeschouwers: 6.000 Scheidsrechter: John Williams (USA) |
| 1 februari 1934 «onderlinge duels» 18:00 (UTC−5) | St. Fort 25' (pen.) |       | 85' López | Parc Leconte, Port-au-Prince Toeschouwers: 6.000 Scheidsrechter: John Williams (USA) |

|                                                  |       |                                                                 |      |                                                                                      |
| 4 februari 1934 «onderlinge duels» 18:00 (UTC−5) | Haïti | 0 – 6                                                           | Cuba | Parc Leconte, Port-au-Prince Toeschouwers: 5.000 Scheidsrechter: John Williams (USA) |
| 4 februari 1934 «onderlinge duels» 18:00 (UTC−5) |       | 5' H. Socorro 18', 86' López 37' F. Socorro 62' Ferrer 78' Soto |      | Parc Leconte, Port-au-Prince Toeschouwers: 5.000 Scheidsrechter: John Williams (USA) |

#### Tweede ronde
| Pos | Land   | Wed | Win | Gel | Ver | DV | DT | +/− | Pnt |
| --- | ------ | --- | --- | --- | --- | -- | -- | --- | --- |
| 1   | Mexico | 3   | 3   | 0   | 0   | 12 | 3  | +9  | 6   |
| 2   | Cuba   | 3   | 0   | 0   | 3   | 3  | 12 | –9  | 0   |

|                                 |                     |       |                |                                                                                      |
| 4 maart 1934 «onderlinge duels» | Mexico              | 3 – 2 | Cuba           | Parque Necaxa, Mexico-Stad Toeschouwers: 20.000 Scheidsrechter: Edward Donaghy (USA) |
| 4 maart 1934 «onderlinge duels» | Mejía 12', 14', 16' |       | 40', 63' López | Parque Necaxa, Mexico-Stad Toeschouwers: 20.000 Scheidsrechter: Edward Donaghy (USA) |

|                                  |                                        |       |      |                                                                                      |
| 11 maart 1934 «onderlinge duels» | Mexico                                 | 5 – 0 | Cuba | Parque Necaxa, Mexico-Stad Toeschouwers: 22.000 Scheidsrechter: Edward Donaghy (USA) |
| 11 maart 1934 «onderlinge duels» | Sota 24' Mejía 31', 40', 79' Rosas 72' |       |      | Parque Necaxa, Mexico-Stad Toeschouwers: 22.000 Scheidsrechter: Edward Donaghy (USA) |

|                                  |                                          |       |          |                                                                                      |
| 18 maart 1934 «onderlinge duels» | Mexico                                   | 4 – 1 | Cuba     | Parque Necaxa, Mexico-Stad Toeschouwers: 10.000 Scheidsrechter: Edward Donaghy (USA) |
| 18 maart 1934 «onderlinge duels» | Alonso 32', 75' Ruvalcaba 41' Marcos 55' |       | 15'López | Parque Necaxa, Mexico-Stad Toeschouwers: 10.000 Scheidsrechter: Edward Donaghy (USA) |

#### Finale
| Pos | Land             | Wed | Win | Gel | Ver | DV | DT | +/− | Pnt |
| --- | ---------------- | --- | --- | --- | --- | -- | -- | --- | --- |
| 1   | Verenigde Staten | 1   | 1   | 0   | 0   | 4  | 2  | +2  | 2   |
| 2   | Mexico           | 1   | 0   | 0   | 1   | 2  | 4  | –2  | 0   |

|                                |                            |       |                      |                                                                                    |
| 24 mei 1934 «onderlinge duels» | Verenigde Staten           | 4 – 2 | Mexico               | Stadio Nazionale, Rome Toeschouwers: 12.000 Scheidsrechter: Yossouf Mohammed (EGY) |
| 24 mei 1934 «onderlinge duels» | Donelli 28', 32', 74', 87' |       | 25' Alonso 75' Mejía | Stadio Nazionale, Rome Toeschouwers: 12.000 Scheidsrechter: Yossouf Mohammed (EGY) |

## Azië/Afrika

### Groep 12
| Pos | Land                    | Wed            | Win            | Gel            | Ver            | DV             | DT             | +/−            | Pnt            |
| --- | ----------------------- | -------------- | -------------- | -------------- | -------------- | -------------- | -------------- | -------------- | -------------- |
| 1   | Egypte                  | 2              | 2              | 0              | 0              | 11             | 2              | +9             | 4              |
| 2   | Mandaatgebied Palestina | 2              | 0              | 0              | 2              | 2              | 11             | –9             | 0              |
| —   | Turkije                 | Teruggetrokken | Teruggetrokken | Teruggetrokken | Teruggetrokken | Teruggetrokken | Teruggetrokken | Teruggetrokken | Teruggetrokken |

|                                  |                                                     |       |                         |                                                                                     |
| 16 maart 1934 «onderlinge duels» | Egypte                                              | 7 – 1 | Mandaatgebied Palestina | British Army Ground, Caïro Toeschouwers: 13.000 Scheidsrechter: Stanley Wells (ENG) |
| 16 maart 1934 «onderlinge duels» | El-Tetsh 11', 35', 51' Taha 21', 79' Latif 43', 87' |       | 61' Nudelmann           | British Army Ground, Caïro Toeschouwers: 13.000 Scheidsrechter: Stanley Wells (ENG) |

|                                 |                         |       |                                     |                                                                                     |
| 6 april 1934 «onderlinge duels» | Mandaatgebied Palestina | 1 – 4 | Egypte                              | Hapoel Ground, Tel Aviv Toeschouwers: 8.000 Scheidsrechter: Frederick Goodsby (ENG) |
| 6 april 1934 «onderlinge duels» | Sukenik 54'             |       | 2' Latif 7', 22' El-Tetsh 35' Fawzi | Hapoel Ground, Tel Aviv Toeschouwers: 8.000 Scheidsrechter: Frederick Goodsby (ENG) |

## Gekwalificeerde landen

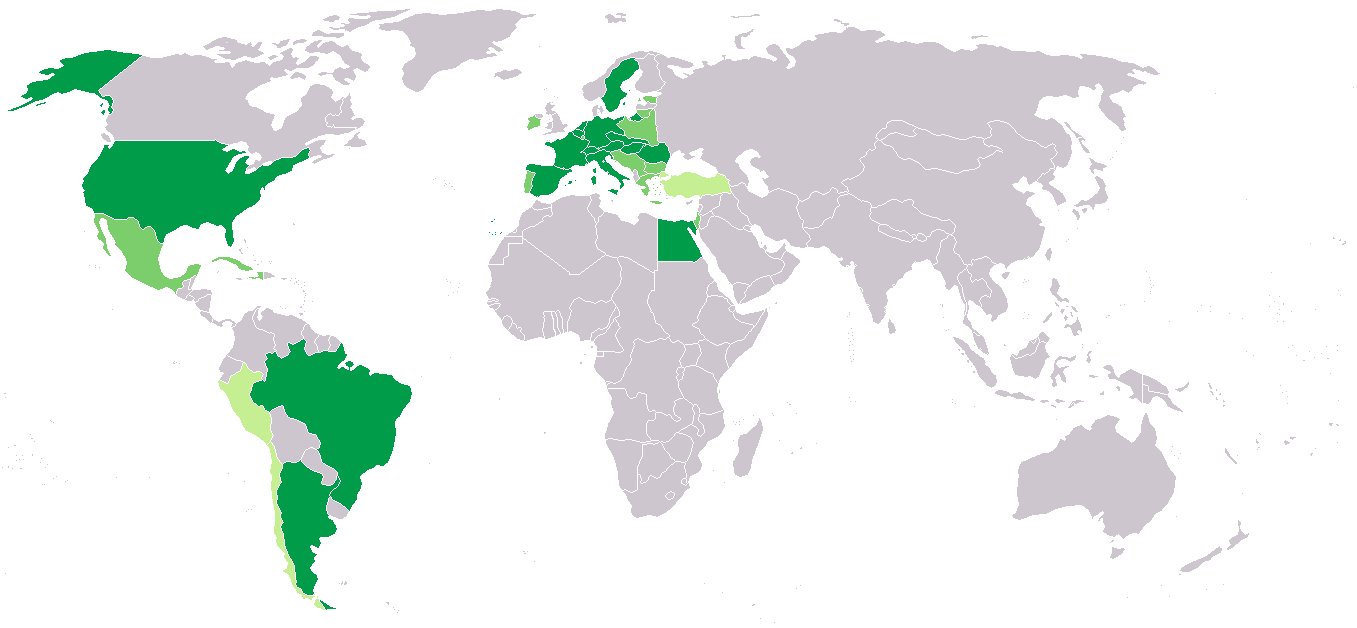
Niet deelgenomen aan de kwalificatie
Trokken zich terug of werden niet geaccepteerd door de FIFA
Namen deel aan de kwalificatie maar kwalificeerden zich niet
Gekwalificeerde landen

| FIFA-lid          | Confederatie  | Kwalificatie     | Aantal dln. (inclusief 1934) | Dln. op rij | Eerste dln. | Laatste dln. | Titels (exclusief 1934) | Beste prestatie |
| ----------------- | ------------- | ---------------- | ---------------------------- | ----------- | ----------- | ------------ | ----------------------- | --------------- |
| Zweden            | Europa        | Winnaar groep 1  | 1e                           | 1           | n.v.t.      | n.v.t.       | n.v.t.                  | n.v.t.          |
| Spanje            | Europa        | Winnaar groep 2  | 1e                           | 1           | n.v.t.      | n.v.t.       | n.v.t.                  | n.v.t.          |
| Italië            | Europa        | Winnaar groep 3  | 1e                           | 1           | n.v.t.      | n.v.t.       | n.v.t.                  | n.v.t.          |
| Hongarije         | Europa        | Winnaar groep 4  | 1e                           | 1           | n.v.t.      | n.v.t.       | n.v.t.                  | n.v.t.          |
| Oostenrijk        | Europa        | Tweede groep 4   | 1e                           | 1           | n.v.t.      | n.v.t.       | n.v.t.                  | n.v.t.          |
| Tsjecho-Slowakije | Europa        | Winnaar groep 5  | 1e                           | 1           | n.v.t.      | n.v.t.       | n.v.t.                  | n.v.t.          |
| Zwitserland       | Europa        | Winnaar groep 6  | 1e                           | 1           | n.v.t.      | n.v.t.       | n.v.t.                  | n.v.t.          |
| Roemenië          | Europa        | Tweede groep 6   | 2e                           | 1           | 1930        | 1930         | 0                       | Groepsfase      |
| Nederland         | Europa        | Winnaar groep 7  | 1e                           | 1           | n.v.t.      | n.v.t.       | n.v.t.                  | n.v.t.          |
| België            | Europa        | Tweede groep 7   | 2e                           | 2           | 1930        | 1930         | 0                       | Groepsfase      |
| Duitsland         | Europa        | Winnaar groep 8  | 1e                           | 1           | n.v.t.      | n.v.t.       | n.v.t.                  | n.v.t.          |
| Frankrijk         | Europa        | Tweede groep 8   | 2e                           | 2           | 1930        | 1930         | 0                       | Groepsfase      |
| Brazilië          | CONMEBOL      | Winnaar groep 9  | 2e                           | 2           | 1930        | 1930         | 0                       | Groepsfase      |
| Argentinië        | CONMEBOL      | Winnaar groep 10 | 2e                           | 2           | 1930        | 1930         | 0                       | Tweede          |
| Verenigde Staten  | Noord-Amerika | Winnaar groep 11 | 2e                           | 2           | 1930        | 1930         | 0                       | Derde           |
| Egypte            | Afrika        | Winnaar groep 12 | 1e                           | 1           | n.v.t.      | n.v.t.       | n.v.t.                  | n.v.t.          |